# ファーウェイ
華為（ファーウェイ、簡: 华为、英: Huawei）は、中華人民共和国 広東省深圳市に本社を置く通信機器大手メーカー。アメリカ合衆国商務省産業安全保障局によるエンティティリストの掲載企業である。通信機器市場において世界トップのシェアを誇る。

## 概説
1987年に、携帯電話のインフラストラクチャー整備に必要な通信機器を開発するベンダーとして、中華人民共和国深圳市に設立された、世界有数のICTソリューション・プロバイダー。最近は、SIMフリースマートフォンなど、端末を手がけるまでに急成長を遂げた。起業当初のファーウェイの顧客は中国電信、中国移動、中国網通、中国聯通などの中国企業が中心であったが、1997年に香港のハチソン・ワンポアと初の海外契約を得たのを皮切りに、世界トップ通信企業50社のうち45社に対して製品やソリューションを提供するまでに成長し、2012年に売上高でエリクソンを超えて、世界最大の通信機器ベンダーとなった（モバイル・ブロードバンド製品、モバイル・ソフトスイッチ、パケットコア製品、光ネットワーク製品では世界シェア1位）。
2019年時点でヨーロッパ・アジア・アフリカ・南米・中東の170カ国のうち530社の通信事業者に設備を提供している。スマートフォンにおいては、出荷台数・シェアともに世界3位となり、世界の市場占有率でAppleを抜いて世界2位になったこともある。
毎年、売上高の10%以上を継続して研究開発に投資するなど、先端技術開発への投資が旺盛な企業として知られている。2015年時点で、全従業員数の45%にあたる約79,000人の従業員がR&Dに従事しており、2015年のR&Dへの投資額は合計596億700万人民元（約1兆1,057億985万円）にのぼった。これは、売上高全体の15.1%にあたり、過去10年間のR&Dへの投資額は、累計で2,400億人民元（約4兆4,520億円）を超えている。2008年に初めて国際特許出願件数世界1位になると、その後は5位以内をキープし続けている。2015年12月31日現在の特許申請数は中国で52,550件、中国国外で30,613件となり、特許取得数はのべ50,377件にのぼる。
ユニークな経営体制である事でも知られており、CEO3人が「輪番制」を取っていて、半年でどんどんCEOを変えていく。戦略的にあえて株式市場に上場せず、非上場を貫いている。2017年の段階では約170カ国に進出しており、各国に研究所を設けている。
2018年以降は中華人民共和国とアメリカ合衆国との関係が悪化する中で、アメリカ合衆国商務省産業安全保障局によるエンティティ・リストの掲載企業に入った。これにより、アメリカ合衆国の輸出規制を敷かれ、高性能半導体の調達が困難化したことで成長速度が鈍化。2020年には事業の再構築を図るために低価格帯のスマートフォン事業を売却した。
2020年以降は電力やクラウドサービス、自動車部品の製造に注力しており、2022年には2期ぶりに売り上げが増収に転じた。通信機器においても、欧米からは排除されているが、それ以外の世界では存在感を見せている。また、減益の一因になるほどの莫大な研究開発費を投じており、2022年末までに保有する有効な特許は12万件を超え、自社の特許のロイヤリティー収入は、他社に支払うロイヤリティー支出を上回っている。スマートフォン事業について放棄することはないと繰り返し表明してきて、2023年9月には自社開発SoC「Kirin 9000s」を搭載した新型スマホ「Mate 60 Pro」を発売し、話題を呼んだ。

## 歴史
- 1987年 - 任正非をはじめとする元中国人民解放軍所属の関係者が集い創業[28]、携帯電話のインフラ整備に必要な通信機器を開発するベンダーとして中国・深圳市に設立[4]。
- 1989年 - PBXを自主開発した。
- 1995年 - 主に中国農村部市場から得た売上高は15億人民元を超えた[29]。
- 1999年 - インドのバンガロールで研究センターを設立した[29]。
- 2000年 - スウェーデンの首都であるストックホルムで研究中心を設立した。海外市場の売上高は1億ドルに達した[29]。
- 2001年 - 非核心子会社であるAvansysを7.5億ドルでエマソン（Emerson）会社に売却した。アメリカで4つの研究センターを設立した。国際電気通信連合（ITU）に加入した[29]。
- 2002年 - 海外市場の売上高は5.52億ドルに達した[29]。
- 2010年
  - 2月 - 米国の主要ビジネス誌「ファストカンパニー誌（英語版）」にて、Most Innovative Company Ranking(世界で最も革新的な企業ランキング)にて、Facebook、Amazon、Apple、Googleに続き第5位、2016年には13位に選出された[30]。
  - 7月 - 「フォーチュン・グローバル500」に397位で初めて入った[31]。
- 2016年3月 - 世界知的所有権機関(WIPO)が発表した、2015年度の特許の国際出願件数によると、同社の出願数が2年連続で首位となった[32]。特に、第3.9世代移動通信システムにあたるLTEや第4世代移動通信システムにあたるLTE-Advancedの標準必須特許に関しては、長年モバイル業界を主導してきたエリクソンやノキアを抑え、クアルコムに次ぐ2位の特許保有企業となっている[33]。
- 2017年
  - 2月 - ブランド・ファイナンス(本社:英国・ロンドン)が発表する「2017年版ブランドファイナンス Global 500」において、昨年から7ランクアップの40位にランクイン[34]。
  - 5月 - フォーブスが発表する2017年版「最も価値あるブランドTOP100」において、中国企業で唯一ランクインを果たす[35]。
  - 6月 - Kantar Millward Brown（英語版）社が発表する世界の企業のブランド力ランキングを示すBrandZの2017年版「最も価値のあるグローバルブランドトップ100」において、ブランド価値203億8800万ドルで49位にランクインし、2年連続でトップ50入りを果たす[36]。
  - 7月- フォーチュン・グローバル500で昨年の129位から83位となる。また、785億1000万ドルの売上高を達成し、世界トップ100入りを果たした[35]。
  - 9月 - 世界初の人工知能プロセッサ「NPU」を発表[37]。
- 2018年
  - 2月 - 世界初の5Gに対応した商用端末「HUAWEI 5G CPE」・チップセット「Balong 5G01」を発表[38]。
  - 7月 - ファーウェイの最大の基地である「松山湖キャンパス」をオープン。[39][40]
  - 8月 - 世界初の7nmプロセスチップ「Kirin 980」を発表[41]。
- 2020年
  - 8月 - フォーチュン・グローバル500で49位にランクインする[42][43]。
  - 9月 - スマートフォンで使用可能な独自OSとして「HarmonyOS 2.0」を発表[44]。
  - 10月 - 世界初の5nmプロセスチップ「Kirin 9000」を発表[45]。
  - 12月 - 武漢市にファーウェイ初の自社半導体工場が完成[46]。
- 2021年
  - 1月 - 3nmプロセスチップの「Kirin 9010」が開発中であると報じられる[47]。
  - 8月 - フォーチュン・グローバル500で昨年の49位から44位となる[42]。
  - 8月 - 中国宇宙ステーションでファーウェイのルーター、スマートフォン、タブレットが使用されていると報じられる[48]。
  - 9月 - 中国国家能源集団と共同で鉱山用システム「HarmonyOS for Mining」を発表[49][50]。
  - 9月 - 基幹インフラやサーバー用OSとしてCentOSをベースとした「OpenEuler」を発表[51]。
  - 9月 - カナダで3年間拘束されていた副会長の孟晩舟が帰国[52]。
  - 10月 - オープンソースの独自OSであるOpenHarmony 3.0を発表[53]。
- 2023年
  - 11月 - シャープとグローバルな特許クロスライセンス契約を締結したと発表。[54]

## 日本法人
日本法人は、華為技術日本株式会社（ファーウェイぎじゅつにほん、英語: Huawei Technologies Japan K.K.）という名称で2005年設立。東京都千代田区大手町に東京本部を置く。通称は、「ファーウェイ・ジャパン」。日本研究所は横浜市のコンカード横浜19Fに置き、2015年4月現在、日本人と中国人の合わせて95人の技術者が在籍する。
Wi-Fiルータなどの提供を主に大手携帯電話会社に対して行っていたが、現在はグローバル市場での競争力と、日本市場での経験を強みに、優れたユーザー経験をもたらすスマートフォンやタブレット製品を幅広く展開している。
2011年2月15日には中国企業初の日本経済団体連合会(経団連)加盟を果たした。
日本国内での通信機器認証の際には、輸入元である当社名（華為技術日本）で申請される。このため、本体銘板の製造元には「Huawei Technologies Co., Ltd.」、輸入元として「華為技術日本株式会社」が表示される。
リクナビ2018に掲載されたファーウェイ・ジャパンの求人広告によると、エンジニアの月給は、新卒の大卒者で40万1000円、修士修了者は43万円に設定されている。また、年に1回以上は賞与がある他、「有給消化50％以上」「完全土日祝休み」である上に、各種社会保険も完備されており、退職金制度も整っている。厚生労働省の賃金構造基本統計調査によると、2016年の大卒初任給の平均は約20万円、修士修了者は約23万円であり、ファーウェイの厚遇ぶりが話題となった。
日本経済新聞は2017年6月29日、「ファーウェイが今年、千葉県に大型通信装備工場を建設して生産に入る」と報じた。なお、中国企業が日本に本格的な工場を建設するのは初めて。  ファーウェイは千葉県船橋市にある工場跡地をDMG森精機から買収しており、この敷地に50億円を投入し、ルーターなどネットワーク装備などの通信設備や関連機器を量産する予定である。また、日本だけでなく海外の通信企業に販売する計画もあるという。

## ファーウェイをめぐる各国の動き

### アメリカ合衆国との関係
2000年代から、アメリカ合衆国大統領ジョージ・W・ブッシュやアメリカ合衆国議会から、ファーウェイが国際連合から経済制裁を受けているイラクのサダム・フセイン政権や、アフガニスタンのタリバーン政権に「通信機器を支援している」として、安全保障上の懸念が出されていた。
2016年にはイラン、シリア、北朝鮮など反米国家への輸出規制に違反したとして、アメリカ合衆国連邦政府から召喚が行われた。イランでは反体制派の監視や政府の検閲にも利用されるなど、同国市場で独占的な地位を築いていた。
2018年には、任正非の娘で副会長兼CFOの孟晩舟が、米国によるイランに対する制裁をくぐり抜けるため米金融機関に虚偽の説明をしたとして、アメリカ合衆国司法省からの要請を受けたカナダの司法当局により、バンクーバーで詐欺容疑により逮捕された。また、2019年には、北朝鮮でKoryolinkの通信網と監視システムを構築していたとの報道を受けて、連邦政府は調査を指示し、2020年に司法省はファーウェイが北朝鮮との取引を隠蔽したとして追起訴した。
2012年10月、アメリカ合衆国下院の諜報委員会（The House Intelligence Committee）は、ファーウェイと同業のZTEの製品について、中国人民解放軍や中国共産党公安部門と癒着し、スパイ行為やサイバー攻撃のためのインフラの構築を行っている疑いが強いとする調査結果を発表し、両社の製品を連邦政府の調達品から排除し、民間企業でも取引の自粛を求める勧告を出した。
また2018年1月8日に、ネバダ州ラスベガスで開催されるCESで正式に発表されるはずだった、米キャリアのAT&Tとのパートナ契約が白紙撤回された。白紙撤回の理由は公表されていないが、安全保障上のリスクを懸念する連邦政府からの圧力という仮説が有力。2018年4月にアメリカ合衆国国防総省は、ZTEとファーウェイが製造した携帯電話やモデム製品について、アメリカ軍の人員、情報、任務に対して許容不可能なセキュリティー上の危険をもたらすとして、米軍基地での販売を禁じ、軍人には基地の外でも中国製品の使用に注意するよう求めた。
アメリカ合衆国の軍事同盟国でも類似の動きがあり、2014年に、韓国政府は米国政府からの要求を受け、政府の通信に関してファーウェイの機器が使われていないネットワークを通すことに同意し、台湾（中華民国）でもフォックスコン・グループ傘下の国碁電子が4Gシステムの建設計画書を国家通訊伝播委員会（NCC）に提出した際に、ファーウェイ製の基地局を採用しようとしていたため、立法委員より国家安全保障上の懸念を受けたNCCは、審査過程を6月まで延ばし、基地局はノキア製の設備へ変更された。
しかし、ホワイトハウスが独自に行った調査では、ファーウェイによるスパイ行為などを裏付けられる証拠は発見されていない。
2018年8月14日、2019年度国防権限法によってZTE（中興通訊）や監視カメラ世界最大手のハイクビジョンなどとともに、アメリカ合衆国の政府調達から排除された。これには、対象データへの侵入やデータ移転に関係する機器・サービスとして、上記3社と通信・監視機器の海能達通信（Hytera Communications Corporation）やダーファ・テクノロジー（浙江大華技術）（Dahua Technology Company）の計5社の製品などが含まれる。また、中国政府が支配・所有している企業、又は関係していると米国政府が判断した企業なども同様の措置とされている。
2019年5月15日、アメリカ合衆国大統領ドナルド・トランプは、アメリカ企業が安全保障上の脅威がある外国企業から通信機器を調達することを禁止する大統領令に署名。同日、アメリカ合衆国商務省産業安全保障局は、ファーウェイを同局が作成するエンティティ・リスト（禁輸措置対象リスト, EL）に掲載し、アメリカ製ハイテク部品やソフトウェアの供給を事実上禁止する措置を発表した。2019年10月現在、ファーウェイ及び関連企業100社以上がこの禁輸リストに掲載されている。
2019年5月19日、Androidを供給してきたGoogleが、ファーウェイとの商取引を一部停止したことが報道されると、続いてルメンタム、インテル、クアルコム、ザイリンクス、ブロードコムも、部品供給などの商取引を停止したことが報道された。ソフトのアップデートが即時不能になるなどの混乱が予想されることとなったが、同年5月21日、アメリカ合衆国連邦政府は2019年8月19日まで製品の調達を認める猶予措置を発表した。
2019年6月、ファーウェイへの取引規制は国家安全保障上のリスクになる可能性を、Googleがアメリカ合衆国連邦政府に警告したことや、Intelなどが輸出規制を回避して部品を供給していることが報道され、G20大阪サミットでの習近平国家主席（党総書記）との米中首脳会談後の会見で、トランプ大統領はファーウェイへのアメリカ製品の供給を認める意向を述べるも、後の米中貿易戦争の激化で、この発言を撤回した。
2020年5月15日、米国は、米国の技術を使って半導体を輸出するメーカーに対し、輸出規制強化を発表した。同月18日、台湾積体電路製造TSMCは、ファーウェイからの新規受注を止めたことが報じられた。既に受注済みの分は9月中旬までは通常通り出荷できるが、それ以外は輸出に際し米の許可が必要になるという。
2020年7月23日、アメリカ合衆国国務長官のマイク・ポンペオは対中政策について演説にて、「ファーウェイの背後には中国共産党がいて、無垢な通信機器の企業として扱えなく、安全保障への脅威として対応をとっている」と主張した。

#### 人民解放軍との関係性
2019年7月、アメリカの情報サービス会社ブルームバーグは、ファーウェイの複数の従業員が、中国人民解放軍当局者と協力して研究プロジェクトに取り組んできており、中国人民解放軍に対して軍事・安全保障への応用研究で協力し、密接な関係を築いているとの調査結果を発表した。
記事の中では、ファーウェイ従業員が無線通信や人工知能など、少なくとも10の分野の研究プロジェクトにて中国人民解放軍組織のメンバーとチームを組み、中国共産党中央軍事委員会の調査部門との共同研究や中国人民解放軍の高級教育機関である国防科技大学との衛星画像と地理座標を収集・分析する手法に関する研究を行ってきたとの説明がなされた。
これに対し、ファーウェイ広報担当のグレン・シュロスは「ファーウェイは個人の資格で、研究論文を発表する従業員には関知しない」「ファーウェイは人民解放軍傘下の機関と共同で研究開発を行ったり、提携関係を持ったりはしていない。当社は世界の民生基準に適う通信機器の開発・製造にしか携わっておらず、軍隊のためにR&D製品をカスタマイズすることはない」と反論している。
6月18日、米IT大手Googleで最高経営責任者（CEO）を務めたエリック・シュミット氏は、英ＢＢＣラジオに、中国の華為技術（ファーウェイ）の通信機器を通じた中国当局側への情報流出は「間違いない」と述べ、安全保障上の懸念を示した。
2022年1月、イギリスのキャメロン政権でビジネス・エネルギー・産業戦略相を務めたヴィンス・ケーブル氏は、在任中に情報機関からファーウェイ製品の使用による安全保障上のリスクはないとの報告を何度も受けていたと述べ、イギリスのファーウェイ排除はアメリカからの圧力によるものだと述べた。

#### AI・5Gにおける技術競争
これらアメリカ合衆国の動きには、国家安全保障上の理由だけでなく、中国大手2社を市場から締め出し、人工知能（AI）や通信分野の次世代技術第5世代移動通信システム（5G）の実用化で、ライバルとなる中華人民共和国を封じ込めようとする思惑が指摘されている。
中華人民共和国とアメリカ（および北ヨーロッパ）の企業は、AIや5Gを巡って激しい開発競争を繰り広げており、AIの監視技術では、2019年で50カ国に売り込んでいるファーウェイが先行し、中国企業に次ぐ日本企業の日本電気は14カ国であり、アメリカのトップ企業IBM（2000年代から同じICTベンダーとして、ファーウェイと協力関係にもある）は11カ国である。
5Gでは、ファーウェイとZTEは北欧のエリクソンやノキアと並び、2010年代では主流の第4世代移動通信システム（4G）でアメリカ企業の技術が世界を席巻していたが、5Gでは関連特許を世界で最も保有するファーウェイなどの中国企業が、5Gの主導権を握るとの見方も出たことが、アメリカに危機感を与えていた。

### 日本との関係
2018年6月にファーウェイが樺太と日本固有の領土北方四島を結ぶ高速通信網を敷設した際は日本政府はこれに抗議して、内閣官房長官菅義偉は「ロシアと中国に外交ルートを通じて抗議した。中国に抗議したのは、工事に中国企業が参加しているためだ」と述べた。2019年2月にこれは完成した。
2018年12月、日本国政府は名指しこそしないものの、ファーウェイとZTEを事実上排除する指針を決定したと報じられた。同時期、フジニュースネットワークが「政府がファーウェイの製品を分解したところ、ハードウェアに余計なものが見つかった」「余計なものはスパイウェアに似たような挙動をする」という与党関係者の発言を報じた。一連の報道に対してファーウェイ・ジャパンは「事実無根」と反論した。一方で、テカナリエの清水洋治は、分解した結果「余計なもの」は見つからなかったとした上で、余計なものが見つかったとするならば「余計なもの」を具体的に示すべきだと主張した。

### 欧州の動向
欧州連合（EU）の欧州委員会は、第5世代移動通信システム（5G）を巡るファーウェイ製品の採用判断は、EU加盟各国に委ねる方針を2019年3月に発表しており、2020年1月には5Gのネットワークからファーウェイを排除しないとする勧告を行ったが、ヨーロッパ諸国においても規制の動きが見られている。
ドイツでは、連邦電子情報保安局が独自の調査でファーウェイに対するアメリカの主張に懐疑的な結果を得たと2018年12月に述べ、2019年10月にドイツ政府はファーウェイを5G通信網から排除しない新規則を発表したが、翌2020年10月にファーウェイ制限の検討に入ったと現地報道されている。
フランスでは、ファーウェイとの通信インフラの構築を歓迎すると2018年12月に表明し、エマニュエル・マクロン大統領はファーウェイを排除しないことを2019年5月に述べ、フランス政府は5Gからも排除しないことを明言したが、翌2020年7月に一転してファーウェイ製品を規制する方針を表明した。
モナコは、ヨーロッパで初めてファーウェイの5G通信網を全土で2019年7月に開設した。
イギリスでは、政府通信本部の国家サイバーセキュリティーセンターが、5G設備の調達先の多様性を確保すれば、安全保障上のリスクは抑えられると2019年2月に判断し、2020年1月にファーウェイの5G製品を条件付きで認めることを発表した。また、2019年5月にはこの方針を漏洩したとして国防大臣の解任が起きており、最大手のBTグループはファーウェイ製品を一部採用した5Gサービスを開始した。しかし2020年7月、イギリス政府は部分容認という従来の方針を翻し、ファーウェイの機器を2027年までに排除すると決めたと報じられた。当初の報道では同年5月のアメリカ政府の追加制裁によってファーウェイの半導体調達が困難になり、製品の安全性や信頼性を損ねる恐れがあることや香港国家安全維持法をめぐる英中関係の緊張が影響していると報じられたが、2022年1月、キャメロン内閣で産業大臣を務めていたヴィンス・ケーブルがファーウェイ排除について「アメリカ人がそうすべきと言ったからだ」と述べ、ファーウェイ排除がイギリスの意思ではなくアメリカからの圧力であったことを示唆した。また、同時に「イギリスが5Gを使い続けていれば私達は最先端の技術を用いる国の1つになっていたが、今はそうではない」と発言したほか、イギリスからファーウェイにスパイを送り込んでいたことを示唆した。
カナダでは、2012年10月に当時の政府の通信ネットワークからファーウェイを安全上の理由から除外したが、サイバーセキュリティセンターの責任者が「5Gに関してはファーウェイを排除する理由はない」と発言している。一方で、大手電気通信事業者ベル・カナダはサプライヤーにエリクソンを採用し、ファーウェイ製品を除外している。
エドワード・スノーデンの事件をめぐって、UKUSA協定締結国と対立しているロシアは、2019年6月に初の5G通信網の開発でファーウェイと合意し、ウラジーミル・プーチン大統領は、ファーウェイ問題でのアメリカの動きを「デジタル世代で初のテクノロジー戦争」と批判した。

### 他の主要国の動向
UKUSA協定締結国のオーストラリア政府が、ソロモン諸島やパプアニューギニアを結ぶ海底ケーブルの設置プロジェクトやや第5世代移動通信システム設備から、ファーウェイを締め出すことを発表した。
ASEAN諸国では、アメリカの同盟国フィリピンは、2019年6月にファーウェイ製品で東南アジア初の5Gネットワークを開設し、ファーウェイの監視システムを導入する予算案を議会が阻止した際は、ロドリゴ・ドゥテルテ大統領が拒否権を発動した。
マレーシアのマハティール・ビン・モハマド首相は、安全保障上の懸念を一蹴して、アメリカより先端的なファーウェイの製品を可能な限り使うことを2019年5月に宣言した。
中華人民共和国と対立してきたベトナムは、東南アジアで初めて5G通信網構築からファーウェイを排除する方針を、2019年8月に打ち出した。
アフリカ連合（AU）は、本部の通信設備に採用されたファーウェイ製品のスパイ疑惑が報道されていたが（アフリカ連合委員会は否定している）、アフリカ大陸の旧世代（2G・3G・4G）の通信網の大部分を構築しているファーウェイと、5Gでも提携する合意を2019年6月に交わした。
南米では、アメリカが同盟国に位置付けて5G通信網からのファーウェイ製品の排除を呼びかけていたブラジルは、殆どの4G通信網をファーウェイが構築していた関係にあり、排除しないことを2019年6月に表明した。
中東では、アメリカにとって中東最大の同盟国であるサウジアラビアは、2019年2月に初の5G通信網の構築でファーウェイと提携し、5G通信網からファーウェイを排除しないことを2019年6月に明言した。アラブ首長国連邦も、5G通信網でファーウェイ製品を採用することを、2019年2月に発表した。

### ファーウェイ排除
2020年7月現在、主に欧米の複数国がファーウェイを5Gから排除する可能性が伝えられている。
排除しないことを決定した国
- ブラジル
- サウジアラビア
- ロシア
- マレーシア
- フィリピン
- アラブ首長国連邦
- モナコ
- ラオス
- パキスタン
- シンガポール
- カザフスタン
- ベラルーシ
- バーレーン
- 中華人民共和国
- 南アフリカ共和国
- トルコ
- イラン
- エジプト
- ミャンマー
- モロッコ
- アンゴラ
- イタリア
- アルゼンチン
- アフリカ連合

排除を決定した国
- アメリカ合衆国
- イギリス
- オーストラリア
- ニュージーランド

排除方針が伝えられた国
- フランス

米国が「参入を禁止した」とする国
- スウェーデン
- デンマーク
- ニュージーランド
- ルーマニア
- チェコ
- エストニア
- ラトビア

検討中
- 日本
- チリ

未定
- ドイツ

## スマートフォン

### シリーズ
HUAWEIのスマートフォンは、大きく4つのシリーズで構成されている。

#### Mateシリーズ
広大なディスプレイを備えており、動画視聴やゲームでは、他のスマホでは味わえない臨場感が得られる下半期フラグシップモデル。背面には、ドイツのカメラ・光学機器メーカーの『Leica』とHUAWEIが共同開発したカメラが備わっている。ライカとの協業が終了した後に発売されたモデルでは、HUAWEIの新たなブランドであるXMAGEのカメラが備わっている。

#### Pシリーズ
カメラに特化し程よいサイズ感で、カラーバリエーションが豊富な上半期フラグシップモデル。背面には、Mateシリーズと同様、『Leica』とHUAWEIが共同開発したトリプルカメラが備わっている。リーズナブルな価格の『lite』や、上位モデルでクアッドカメラの『Pro』やペンタカメラの『Pro+』も存在し、幅広く、そして様々なニーズに対応している。また、中国のみならず、ヨーロッパにおいても人気を博している。

#### novaシリーズ
手頃な価格に平均的なスペックを備えたミッドレンジモデル。緩やかなカーブを描く背面や、丸みを帯びた側面により、手のひらに心地よくフィットする形状になっている。Pシリーズと同様、『lite』版もある。

#### honorシリーズ
高いスペックを備えつつも、手頃な価格で販売されている、コストパフォーマンスに優れたミッドレンジモデル。フィルムを15層に折り重ねた「マイクロパターン」を採用する事により、見る角度によって変わる独特な光の反射を演出する背面が特徴的。日本では、ファーウェイのオンラインストアと楽天モバイル限定という扱いだったが、「honor 9」からは、MVNOの取り扱いを拡大し、IIJmio・イオンモバイル・NTTコムストア by gooSimsellerからも販売される（※いずれも、オンライン限定のみ）。楽天モバイルには、限定色のミッドナイトブラックがラインナップされ、他のMVNOとは差別化を図っている。2018年にブランドのロゴが小文字の『honor』から大文字の『HONOR』に変更された。。
2020年、ファーウェイはHONORの事業をShenzhen Zhixin New Information Technologyに売却。HONORはファーウェイから独立した。

#### Yシリーズ
主に中国などで発売されているミッドレンジのスマートフォン。マニアックな製品が多く、また低価格で入手出来るのが特徴。ポップアップカメラを備える特徴的なデザインのスマホや、低価格なスマホを売っている。「ファーウェイ、SIMフリースマホ「HUAWEI Y6」を4月15日発売｣

### オペレーティングシステム (OS)
OSは、AndroidをベースにHUAWEIが独自カスタムした、EMUIというモバイルオペレーティングシステムが搭載されている。しかし、2019年におきた米国の禁輸措置によって、GoogleがHUAWEIにGMSの提供をやめると発表した。HUAWEIはこのようにGMSが使用できなくなる緊急事態に備えて、独自OSに代替する「プランB」が2012年頃から準備されていた。HUAWEIが独自開発し、発表したOSは「HongMeng OS（簡体字中国語: 鸿蒙）」鸿蒙）別名Harmony OSであり、2019年 8月 9日に開催されたHuawei developer conference 2019で発表された。2021年 6月 2日に開催されたイベントでは、スマートフォン等のデバイス向けにHarmonyOS 2が発表された。HarmonyOSは新製品に搭載されるだけではなく、既存のモデルに対しても提供された。一部のモデルを除いてグローバル向けには、引き続きEMUIが提供される。
HarmonyOSはAndroidアプリとの互換性があるため、Androidアプリを動作させることが可能である。

### 評価
- ケータイジャーナリストの石野純也は「もともとHUAWEIは、ネットワーク機器を電話会社に納めている企業だった。それが徐々にケータイやスマートフォンなどの端末を作り始めるようになり、マーケティングにも力を入れるようになった。端末のバリエーションも増やし、技術開発・研究開発に力を入れて、ここまでシェアが大きくなった」と話している。また、特に若年層のスマホについて「スマホの機能＝カメラの機能という位置づけ。HUAWEI P10はスマホで撮ったとわからないレベルのクオリティ。若い世代はSNSを使うのでカメラの機能は重要な要素」と話している[18]。

### 略歴
- 2007年 - 日本の端末市場に参入[180]。

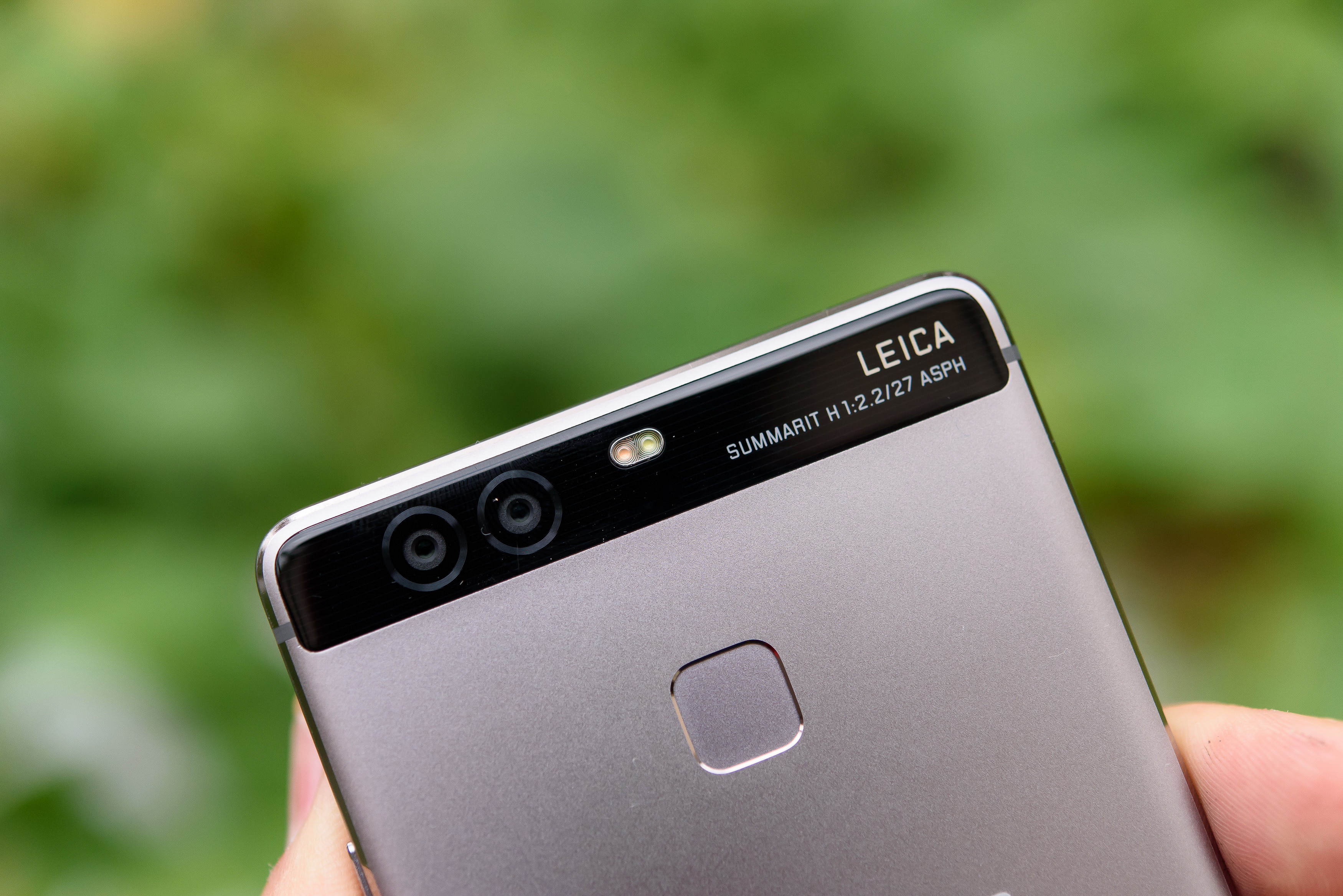
Huawei P9

- 2014年 - 日本のSIMフリー市場に参入[180]。
- 2015年 - スマートフォンの出荷台数が1億台を突破し、サムスン、Appleに次いで世界第3位[4]。
- 2016年7月 - 日本のSIMフリースマートフォンの分野において、HUAWEIの『HUAWEI P9 lite』が販売台数で第1位となる。（※この記録は、後継機の『HUAWEI P10 lite』が発売されるまでの11ヵ月間、一度も破られなかった[181]）。また、メーカー別の販売台数でもHUAWEIがシェア32.4％を記録し、第1位となる[182]。
『HUAWEI P9』及び『HUAWEI P9 Plus』の出荷台数は、世界中で450万台を超え、フランス、フィンランド、イギリスなどヨーロッパの多くの国々で好調な販売を記録した[166]。また、2016年8月、HUAWEIは、EISA「ヨーロッパ消費者スマートフォン2016-17」部門で、『HUAWEI P9』が受賞したことを発表。この部門でのHUAWEIの受賞は4年連続となる[166]。
- 2017年3月 - 『HUAWEI P9』及び『HUAWEI P9 Plus』の世界出荷台数が1200万台を突破。HUAWEIの2016年の世界スマートフォン出荷台数は1億3900万台に達し、伸び幅は対前年比29％増となった[183]。
- 2017年6月 - 『HUAWEI P10』及び『HUAWEI P10 Plus』が、TIPAが発表するTIPAアワード「Best Photo Smartphone」賞を受賞。TIPAのトーマス・ガーワーズ会長は、「P10とP10 Plusは技術委員会とTIPAのメンバーにその革新的な機能とデザインを印象づけた。鮮明なイメージを提供し、ライカの高速レンズとツインセンサーの連携により、P10とP10 Plusはスマートフォンの写真品質を向上させる画期的な製品となっている。」と評価した[184]。
- 2017年7月 - 株式会社BCNが発表した「上半期No.1メーカー[注 4]」において、SIMフリースマートフォンカテゴリで第1位を獲得。販売台数は昨年同期比で約300％を達成。これについてBCNは、「市場が拡大しているSIMフリースマートフォンでは、華為技術日本（ファーウェイ・ジャパン）が37.1％でNo.1を獲得。同社の知名度も日本市場でも急速に高まってきた」とコメントした。また、6月単月のSIMフリースマートフォンモデル別では『HUAWEI P10 lite』と『HUAWEI P9 lite』がそれぞれ第1位、第2位を獲得した[185]。
- 2018年1月 - auが「HUAWEI nova 2」を2018年1月下旬より販売することが発表された。（※auとしては初のHUAWEI製スマホの販売となる。）[186]
- 2018年5月10日 - ソフトバンクがHUAWEIのフラグシップモデルである「HUAWEI Mate 10 Pro」を5月18日より販売することが発表された。また、同じくソフトバンクが「HUAWEI nova lite 2」を7月上旬以降より販売することも発表された[187][188]。
- 2018年5月14日 - auが「HUAWEI P20 lite」を6月上旬より販売することが発表された[189]。
- 2018年5月16日 - NTTドコモがトリプルカメラを搭載したHUAWEIのフラグシップスマートフォン「HUAWEI P20 Pro」を6月下旬より販売することが発表された。日本向けのカスタマイズが施されており、おサイフケータイにも対応している[190]。

## 日本向け製品
自社でSIMフリーのスマートフォン及びタブレット、ノートパソコンを販売している他、ソフトバンク（SoftBankブランドとY!mobileブランド(前身の旧ブランドを含む)およびWDJがMVNOとして展開するディズニー・モバイルを含む）及びNTTドコモとKDDI・沖縄セルラー電話 (au) 向けに基地局や端末などを供給している。
前述のように、製造元としてHuawei Technologies Co. Ltd.、販売元として各オペレータの社名、輸入元として華為技術日本株式会社の3つの企業(au向けはオペレータ社名が2社となるため都合4つの企業)が端末に表示される。
日本では、2000年代はモバイルWi-Fiルーターやデジタルフォトフレームなどの通信モジュールが主力で、2010年代初頭には大手キャリア向けに日本向け機能を搭載したスマートフォンやタブレット製品を納入してきたが、売り上げが伸び悩んだため、大手向けスマートフォン・タブレットからは一旦撤退。2014年にSIMロックフリースマートフォンに参入し、この時期に新規参入が相次いだMVNO向けに積極的にセット販売を展開した結果、レスポンス、電池持ちがよく、コストパフォーマンスにすぐれたHuawei P8 liteからのHuawei P20 liteの「P lite」や「nova lite」シリーズがヒットしたほか、コストパフォーマンスが重要視されるSIMフリー端末としては珍しい、カメラに力を入れたハイエンド製品や、希少となったAndroidタブレットも多数投入し、格安スマホ市場を牽引した。そして、このヒットに大手キャリアも着目するようになり、2018年から大手向けスマートフォンにも再参入した。その結果、2017年から2018年にかけてSIMフリースマートフォンでシェア1位となり、キャリア向けを含めた全スマートフォンシェアでも5位につけた。
しかし、2018年末からアメリカからの制裁および日本政府の端末調達からの排除、2019年5月のアメリカのドナルド・トランプ政権による輸出規制の対象化、さらには、2019年11月のHuawei nova 5Tを最後に、Googleのサービスやアプリに対応したスマートフォンが発売できなくなったことから、2019年には日本のスマートフォンシェアでランク外となった。

### SIMフリー・スマートフォン
Mateシリーズ
- Huawei Ascend Mate7
- HUAWEI Mate S
- Huawei Mate 9
- Huawei Mate 10 Pro
- Huawei Mate 10 lite
- Huawei Mate 20 Pro
- Huawei Mate 20 lite
- Huawei Mate 30 Pro 5G

Pシリーズ
- Huawei Ascend P7
- Huawei P8 lite
- Huawei P8 max
- Huawei P9
- Huawei P9 lite
- Huawei P9 lite PREMIUM
- Huawei P10
- Huawei P10 Plus
- Huawei P10 lite
- Huawei P20
- Huawei P20 lite
- Huawei P30
- Huawei P30 lite
- Huawei P40 Pro 5G
- Huawei P40 lite 5G
- Huawei P40 lite E

novaシリーズ
- Huawei nova
- Huawei nova lite
- Huawei nova 2
- Huawei nova lite 2
- Huawei nova 3
- Huawei nova lite 3
- Huawei nova 5T

honorシリーズ
- Huawei honor 6 Plus
- Huawei honor 8
- Huawei honor 9

その他
- Huawei Ascend G6-L22
- Huawei Ascend G620S
- HUAWEI Y6
- HUAWEI GR5
- Nexus 6P

### SIMフリー・タブレット
- Huawei MediaPad T1 7.0
- Huawei MediaPad M2 8.0
- Huawei MediaPad 7 Youth
- Huawei MediaPad 7 Vogue
- Huawei MediaPad 7 Lite
- Huawei MediaPad 7 Youth2
- Huawei MediaPad M1 8.0
- Huawei MediaPad X1 7.0
- Huawei MediaPad T1 8.0
- Huawei MediaPad T1 10
- Huawei MediaPad M3
- Huawei MediaPad T2 7.0 Pro
- Huawei MediaPad T2 8 Pro
- Huawei MediaPad T2 10.0 Pro
- HUAWEI MediaPad M3 lite
- HUAWEI MediaPad T3
- HUAWEI MediaPad T3 7
- HUAWEI MediaPad M3 lite 10
- HUAWEI MediaPad T3 10
- HUAWEI MediaPad T5
- HUAWEI MediaPad M5 10
- HUAWEI MediaPad M5 8.4
- HUAWEI MediaPad M5 lite
- HUAWEI MediaPad M5 Pro
- HUAWEI MediaPad M5 lite 8"
- HUAWEI MatePad Pro
- HUAWEI MatePad T8
- HUAWEI MatePad T10
- HUAWEI MatePad
- HUAWEI MatePad SE
- HUAWEI MatePad 11
- HUAWEI MatePad 11.5"

### Windows搭載ノートパソコン・タブレット
- HUAWEI MateBook
- HUAWEI MateBook 13
- HUAWEI MateBook 13 2020
- HUAWEI MateBook X
- HUAWEI MateBook E
- HUAWEI MateBook D
- HUAWEI MateBook X Pro
- Huawei MateBook D 15
- Huawei MateBook X Pro 2020

### ウェアラブル端末
スマートバンド
- HUAWEI Band 10
- HUAWEI Band 9
- HUAWEI Band 8
- HUAWEI Band 7
- HUAWEI Band 6
- HUAWEI Band 4e
- HUAWEI Band 4
- HUAWEI Band 4 Pro
- HUAWEI Band 3
- HUAWEI Band 3 Pro
- HUAWEI Band 2
- HUAWEI TalkBand B2
- HUAWEI TalkBand B1

スマートウォッチ

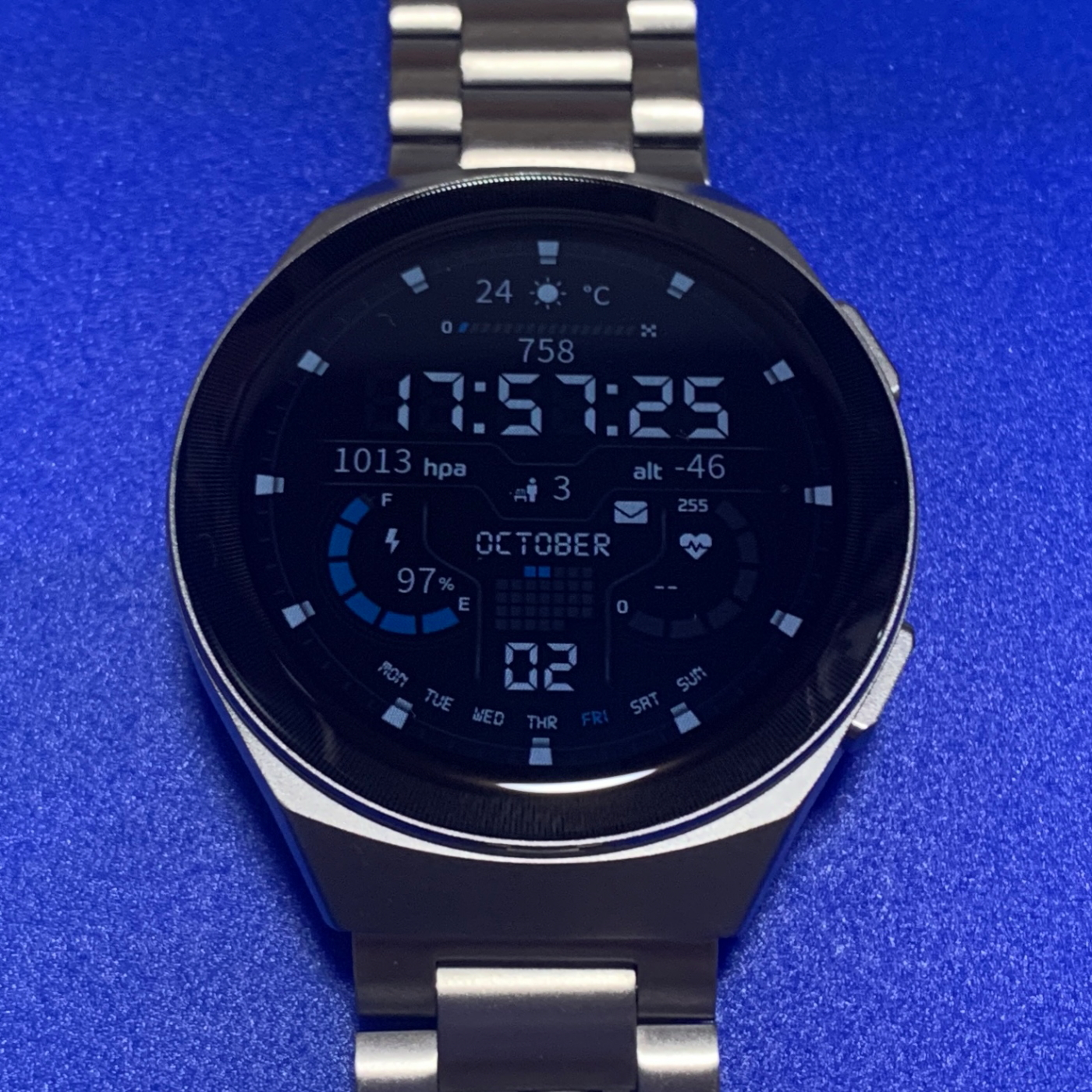
HUAWEI WATCH GT 2e

- HUAWEI WATCH 4
- HUAWEI WATCH | ULTIMATE DESIGN
- HUAWEI WATCH Ultimate
- HUAWEI WATCH D ウェアラブル血圧計
- HUAWEI WATCH Buds
- HUAWEI WATCH 3
- HUAWEI WATCH 2
- HUAWEI WATCH GT4(41,46mmモデル)
- HUAWEI WATCH GT Cyber
- HUAWEI WATCH GT Runner
- HUAWEI WATCH GT3 SE
- HUAWEI WATCH GT3(42,46mmモデル)
- HUAWEI WATCH GT3 Pro(43,46mmモデル)
- HUAWEI WATCH GT 2 Pro
- HUAWEI WATCH GT 2e
- HUAWEI WATCH GT 2
- HUAWEI WATCH GT
- HUAWEI WATCH FIT 3(2024年5月15日発表予定)
- HUAWEI WATCH FIT Special Edition
- HUAWEI WATCH FIT 2
- HUAWEI WATCH FIT new
- HUAWEI WATCH FIT mini
- HUAWEI WATCH FIT
- HUAWEI FIT

### その他の製品
- HUAWEI FreeBuds Pro
- HUAWEI FreeBuds 4 - 非密閉型ながらノイズキャンセリングを実現した左右独立完全ワイヤレスイヤホン
- HUAWEI Freebuds 4i
- HUAWEI FreeBuds 3i - カナル型のイヤホン ノイズキャンセリングを搭載している左右独立完全ワイヤレスイヤホン
- HUAWEI FreeBuds 3 - 非密閉型ながらノイズキャンセリングを実現した左右独立完全ワイヤレスイヤホン
- HUAWEI Wireless Charger - ワイヤレス給電Qiに対応したワイヤレス充電台。最高15W出力。
- HUAWEI Mini Speaker - Bluetooth接続の小型ワイヤレススピーカー。

### NTTドコモ向け端末

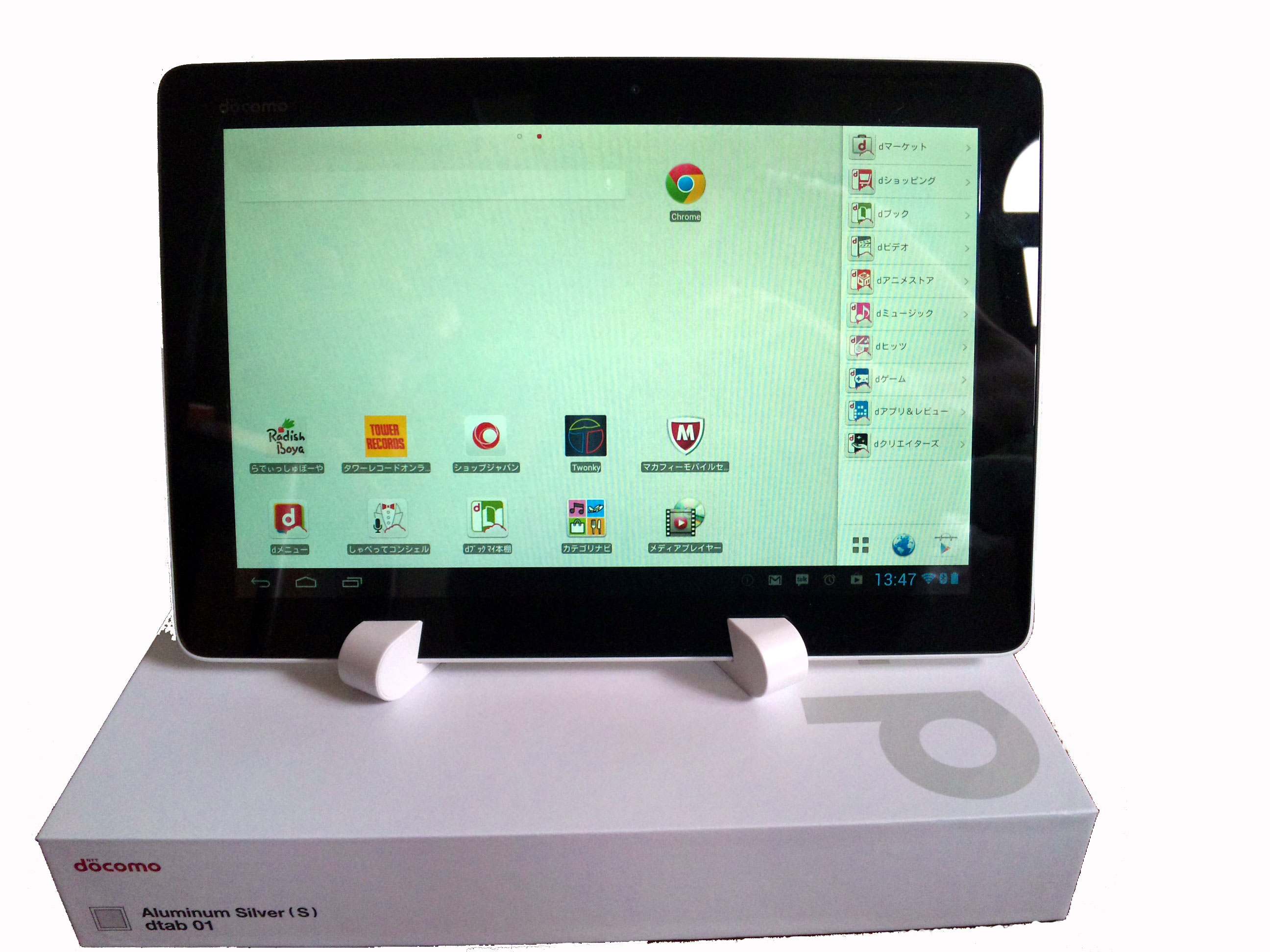
dtab 01

- フォトパネル 02 - NTTドコモの通信機能付デジタルフォトフレーム。お便りフォトサービスに対応している。2009年12月発売。
- UM01-HW - 国際ローミング対応の通話機能、SMSも搭載された通信モジュール。2010年9月30日発売。
- フォトパネル 03 - 2GバイトのメモリーとFOMAハイスピードに対応した、9インチの通信機能付デジタルフォトフレーム。2010年12月発売。
- HW-01C - 下り7.2Mbps、上り5.7Mbpsに対応したモバイルWi-Fiルーター。最大5台まで接続可能。2010年11月発売。
- キッズケータイHW-02C - 通話機能と、SMS、GPS、防犯ブザーに利用を限定した子供向け携帯電話。2011年9月28日発売。
- フォトパネル 04 - 3Gバイトのメモリー（およびmicroSDスロット）とFOMAハイスピードに加えエリアメールに対応した、9インチの通信機能付デジタルフォトフレーム。2012年3月発売。
- キッズケータイHW-01D - 通話機能と、SMS、GPS、防犯ブザーに利用を限定した子供向け携帯電話。綜合警備保障 (ALSOK) の『子ども向け かけつけサービス』が提供されている。2012年9月5日発売。
- Ascend HW-01E - NTTドコモ向けとしては初となるAndroid搭載スマートフォン。グローバルモデルであるAscend D1がベースだが日本独自機能にも対応している。2012年11月21日発売。
- HW-02E - モバイルルーター
- Ascend D2 HW-03E - Android 4.1スマートフォン
- dtab 01 - 10.1インチAndroidタブレット。
- dtab d-01G - 8インチAndroidタブレット。グローバルモデルのMedia Pad M1がベース。2015年2月発売。
- dTVターミナル　dTV 01 - dマーケットのdTVやdアニメストアの動画を自宅のテレビで見るための端末。2015年4月発売。
- dtab Compact d-02H - MediaPad M2ベース。2016年1月発売。
- dtab Compact d-01J - MediaPad M3ベース。2017年5月発売。
- P20 Pro HW-01K (CLT-L0J) - 2018年6月発売。[194]Felicaへの対応などの日本向けカスタマイズが行われている。日本でのP20Proの販売はドコモのみ。
- dtab Compact d-02K - 2018年7月発売。
- P30 Pro HW-02L (VOG-L0J) - 2019年9月発売。[195]HW-01Kと同じく日本向けカスタマイズが行われている。日本でのP30Proの販売はドコモのみ。

### ソフトバンク

#### Y!mobile向け携帯電話端末
旧イー・モバイルブランドおよび旧ウィルコムブランドを含む。

##### 音声端末
- H11HW ‐ 折り畳み型。下り3.6Mbps。GSMクワッドバンドローミング可。2008年6月14日発売。
- H12HW (E.T.) ‐ ストレート型。下り3.6Mbps。GSMトライバンドローミング可。2009年2月7日発売。
- S31HW - Android 2.2搭載の2.8インチディスプレイのスマートフォン。下り7.2Mbps、上り5.8Mbps。海外3GローミングおよびGSMクワッドバンドローミング可。テザリング機能を搭載しており、最大5台までのWi-Fi対応機器に同時接続が可能。2011年1月14日発売。
- S41HW - Android 2.3搭載3.2インチディスプレイのスマートフォン。テザリング機能搭載で最大5台までのWi-Fi対応機器に同時接続が可能。2011年7月14日発売。
- S42HW - Android 2.3搭載テンキー型ストレートスマートフォン。幅51mm、3インチWVGA液晶で高解像度 (311dpi) 実現。テザイング機能搭載で最大5台までのWi-Fi対応機器に同時接続が可能。2011年9月22日発売。
- GS02 - Android 2.3搭載のスマートフォン。1880mAhの国内最大容量バッテリー搭載（2011年11月16日時点）。下り最大14.4Mbpsに対応。テザリング機能搭載で最大8台までのWi-Fi対応機器に同時接続が可能。2011年12月1日発売。
- GS03 - Android 4.0搭載のスマートフォン。ほぼ同上だが、EMOBILE G4 (HSPA+) をサポート。2012年6月14日発売[196]。
- GL07S - STREAMブランドのイー・アクセス版。同社初のLTEスマートフォン。2013年3月7日発売。
- 201HW - SoftBank 201HWをベースモデルとした、ウィルコムブランドリモデル（ただし、ウィルコムロゴはない）。2013年9月5日発売。
- 302HW - 「Y!mobile（ワイモバイル）」ブランドとして発売するスマートフォン(タイプ2)。2014年8月1日発売。
- Lumiere 503HW - グローバルモデルのHuawei P8liteがベース。2015年10月24日発売。

##### タブレット
- A01HW - Android 2.3搭載、7インチタブレット、Wi-Fi通信専用。Androidタブレットしては珍しくXGA液晶搭載。2011年9月15日発売。
- GT01 - Android 4.0、10.1インチタブレット、Wi-Fi通信専用。2012年12月3日発売。
- 403HW - Android 4.4、8インチタブレット、3G/LTEネットワーク対応(ワイモバイル自社3G網利用不可)。Media Pad M1がベース。2014年12月4日発売。

##### データ通信端末

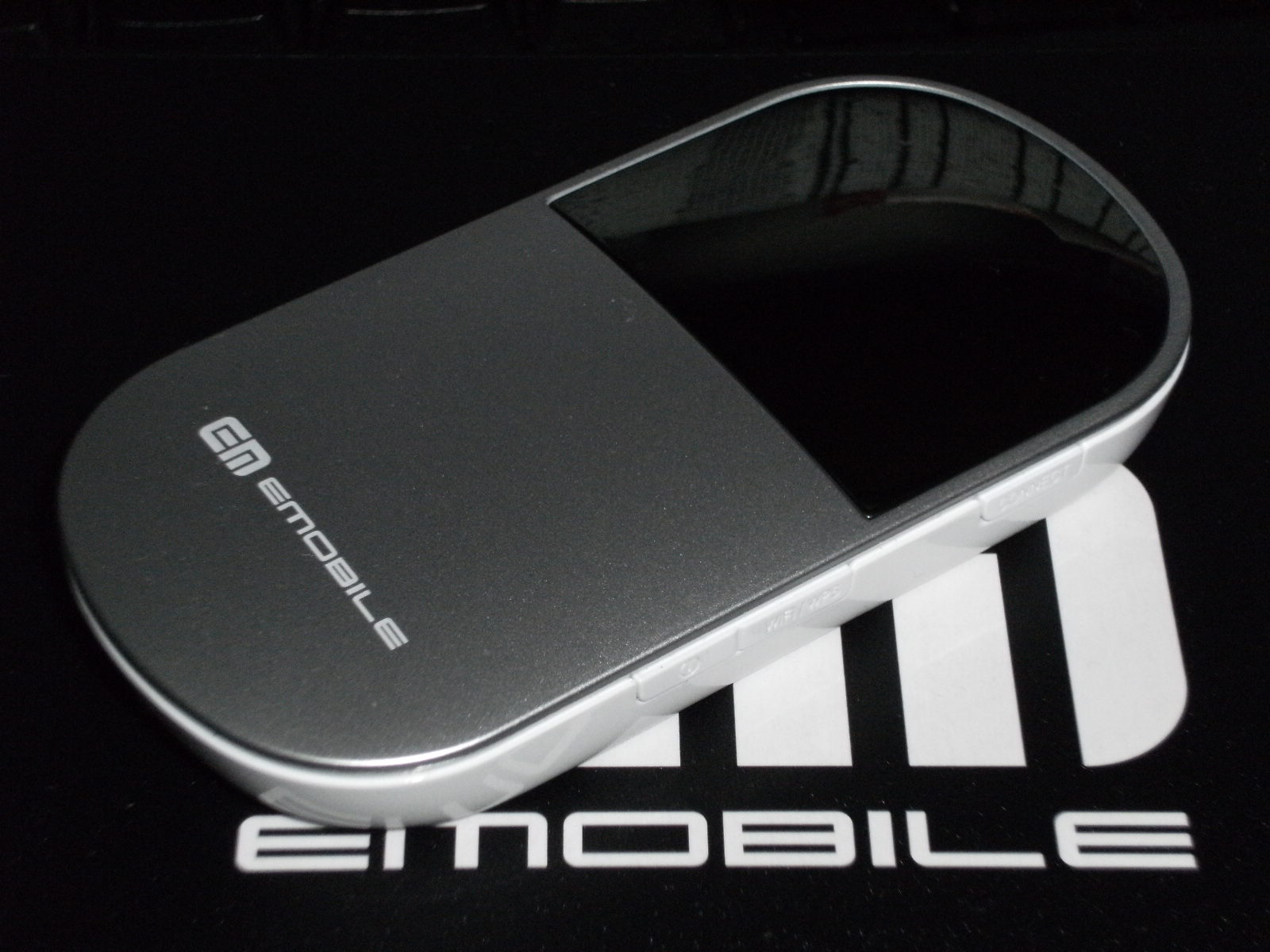
D25HW

- D01HW - USB接続型。下り3.6Mbps。海外ローミング不可。2007年6月23日発売。E220を日本向けに仕様変更したもの。
- D02HW - USB接続型。下り7.2Mbps。海外ローミング不可。2007年12月12日発売。D01HWとは兄弟機種。
- D03HW - ExpressCard/34型。下り7.2Mbps。海外ローミング不可。2008年5月29日発売。
- D12HW - USB接続型。下り7.2Mbps。2009年2月13日発売。
- D21HW - USB接続型。下り7.2Mbps、上り1.4Mbps。海外3Gローミング可。2008年11月20日発売。
- D22HW - USB接続型。下り7.2Mbps、上り1.4Mbps。海外3Gローミング可。2009年4月17日発売。
- D23HW - USB接続型。下り7.2Mbps、上り5.8Mbps。海外3Gローミング可。2009年4月17日発売。
- D24HW - ExpressCard/34型。下り7.2Mbps、上り5.8Mbps。海外3Gローミング可。2009年8月7日発売。
- D25HW - モバイルWi-Fiルータ（USB接続も可能）。下り7.2Mbps、上り5.8Mbps。2009年11月10日発売。MM総研大賞2009、2010年話題賞受賞、モバイルプロジェクトアワードモバイルハードウェア部門最優秀賞を受賞。2011年6月にイー・モバイル向け累計出荷台数が100万台を突破。
- D26HW - USB接続型。下り7.2Mbps、上り1.4Mbps。海外ローミング不可で、microSDスロットなども削除した機種。2010年2月19日発売。
- D31HW - USB接続型。下り21.6Mbps、上り5.8Mbps。海外3Gローミング可。2009年7月24日発売。
- D32HW - USB接続型。下り21.6Mbps、上り5.8Mbps。海外3Gローミング可。2010年9月17日発売。
- D41HW - USB接続型。下り42Mbps、上り5.8Mbps。海外3Gローミング可。2010年12月3日発売。
- GP01 - モバイルWi-Fiルータ（USB接続も可能）。下り21Mbps、上り5.8Mbps。2011年3月12日発売。
- GD01 - USB接続型。下り42Mbps、上り5.8Mbps。海外3Gローミング可。2011年8月18日発売。
- GP02 - モバイルWi-Fiルータ。下り42Mbps、上り5.8Mbps。NAS機能の搭載により接続機器同士でのファイル共有が可能。2011年7月23日発売。
- GD03 - USB接続型。下り42Mbps、上り5.8Mbps。海外3Gローミング可。
- GL01P - EMOBILE LTEに対応したモバイルWi-Fiルータ。下り75Mbps、上り12.5Mbps。海外3Gローミング可。
- GL03D - EMOBILE LTEに対応したUSB接続型。下り75Mbps、上り12.5Mbps。海外3Gローミング可。
- GL04P - EMOBILE LTEに対応したモバイルWi-Fiルータ。UE Category 4に対応。下り150Mbps、上り50Mbps。海外3Gローミング可。
- GL06P - EMOBILE LTEに対応したモバイルWi-Fiルータ。UE Category 4に対応。下り150Mbps、上り50Mbps。海外3Gローミング可。
- GL08D - EMOBILE LTEに対応したUSB接続型。UE Category 4に対応。下り150Mbps、上り50Mbps。海外GSM/3Gローミング可。
- GL10P - EMOBILE 4Gに対応したモバイルWi-Fiルータ。LTE利用時はUE Category 4に対応。LTEモードでは下り150Mbps、上り50Mbps、AXGPモードでは下り110Mbps、上り10Mbps。海外3Gローミング可。
- 303HW - 「Y!mobile」ブランドとして発売するモバイルWi-Fiルータ。4Gデータ通信対応。海外3Gローミング可。下り110Mbps、上り10Mbps。2014年8月1日発売。
- 404HW- Y!mobile LTEに対応した　Car Wi-Fiルータ。下り150Mbps、上り50Mbps。WiFi 最大接続数 10台、電源供給：シガーソケット、インターフェース：USB2.0, Micro SIM / (SDカードスロット無） 国際ローミング 非対応。2015年3月26日発売。

#### SoftBankブランド向け端末

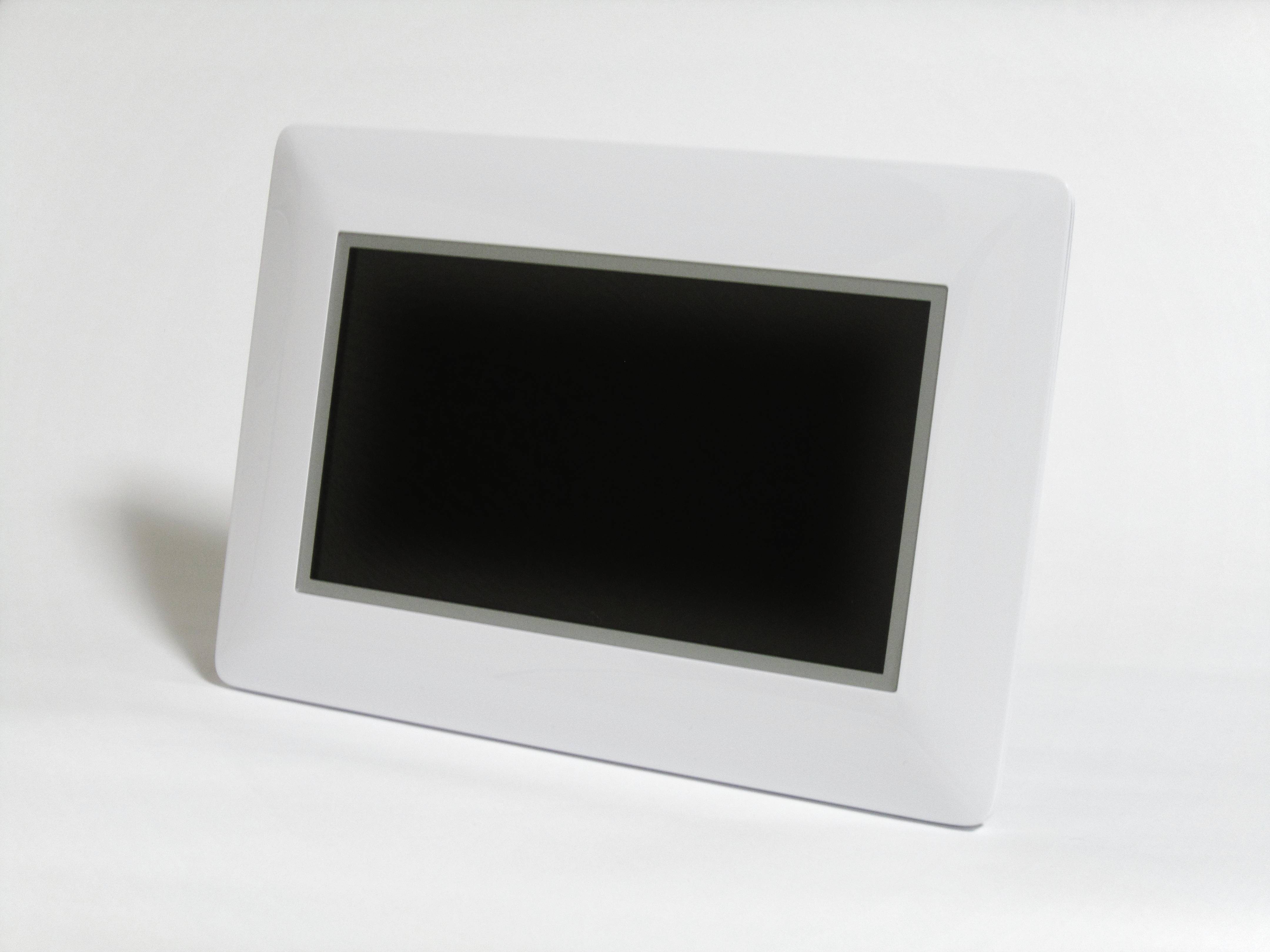
PhotoVision HW001S

- PhotoVision SoftBank HW001 ‐ 7インチの通信機能付きデジタルフォトフレーム。2009年6月12日発売。
- PhotoVision SoftBank HW001 KT ‐ HW001のハローキティモデル。2009年8月21日発売。
- PhotoVision SoftBank HW001S ‐ 7インチの通信機能付きデジタルフォトフレーム。2009年12月18日発売。グッドデザイン賞受賞。
- Pocket WiFi SoftBank C01HW ‐ 下り7.2Mbps、上り5.8MbpsのモバイルWi-Fiルーター。2010年3月26日発売。
- PhotoVision SoftBank HW002 ‐ 9インチの通信機能付きデジタルフォトフレーム。2010年4月23日発売。
- PhotoVision SoftBank HW002S ‐ 法人向け9インチの通信機能付きデジタルフォトフレーム。2010年8月3日発売。
- SoftBank C02HW ‐ 下り7.2Mbps、上り1.4MbpsのUSB型データ通信端末。2010年9月10日発売。
- PhotoVision Softbank 003HW - 1.5Gバイトメモリを搭載した7インチの通信機能付きデジタルフォトフレーム。2011年1月13日発売。
- SoftBank 005HW - ULTRA SPEED対応データ通信用USB。2011年8月5日発売。
- Vision SoftBank 007HW - Android 2.3搭載スマートフォン。ラウンドガラスが特徴。2011年9月16日発売。
- PhotoVision SoftBank 008HW - Android OSを搭載した、動画の受信・再生可能なデジタルフォトフレーム。緊急地震速報にも対応。2011年9月23日発売。
- みまもりホームセキュリティ SoftBank 101HW - 留守中や在宅時などに自宅や家族をみまもる、通信機能付きセキュリティシステム。2012年1月20日発売。
- STREAM SoftBank 201HW - 下り最大76Mbps、上り最大10MbpsのSoftBank 4G（AXGP方式）に対応したスマートフォン。2012年10月10日発売。
- ULTRA WiFi 4G SoftBank 102HW - 下り最大110Mbps、上り最大10MbpsのSoftBank 4G（AXGP方式）に対応したモバイルWi-Fiルーター。2012年10月19日発売。
- STREAM SoftBank 201HW 3G - 下り最大42Mbps、上り最大5.7MbpsのULTRA SPEED（DC-HSDPA方式）に対応したスマートフォン(SoftBank 201HWから、AXGP機能、テザリング機能、SIMロック解除機能などを取り去った、プリペイド（プリスマ）仕様)。2013年11月22日発売。
- SoftBank 202HW
- SoftBank 203HW
- SoftBank 204HW
- SoftBank 301HW
- SoftBank 304HW
- SoftBank 402HW
- Nexus 6P

### ディズニー・モバイル向け端末
- DM001Photo - 2017年11月30日にディズニー・モバイル・オン・ソフトバンクがサービス終了するのに伴い、音声通話（プリペイド契約は除く）とは異なり、フォトビジョン契約はソフトバンクに承継されず同日中に強制解約となるため、同日以後は通信機能を失ったデジタルフォトフレームとなる。

### au向け端末

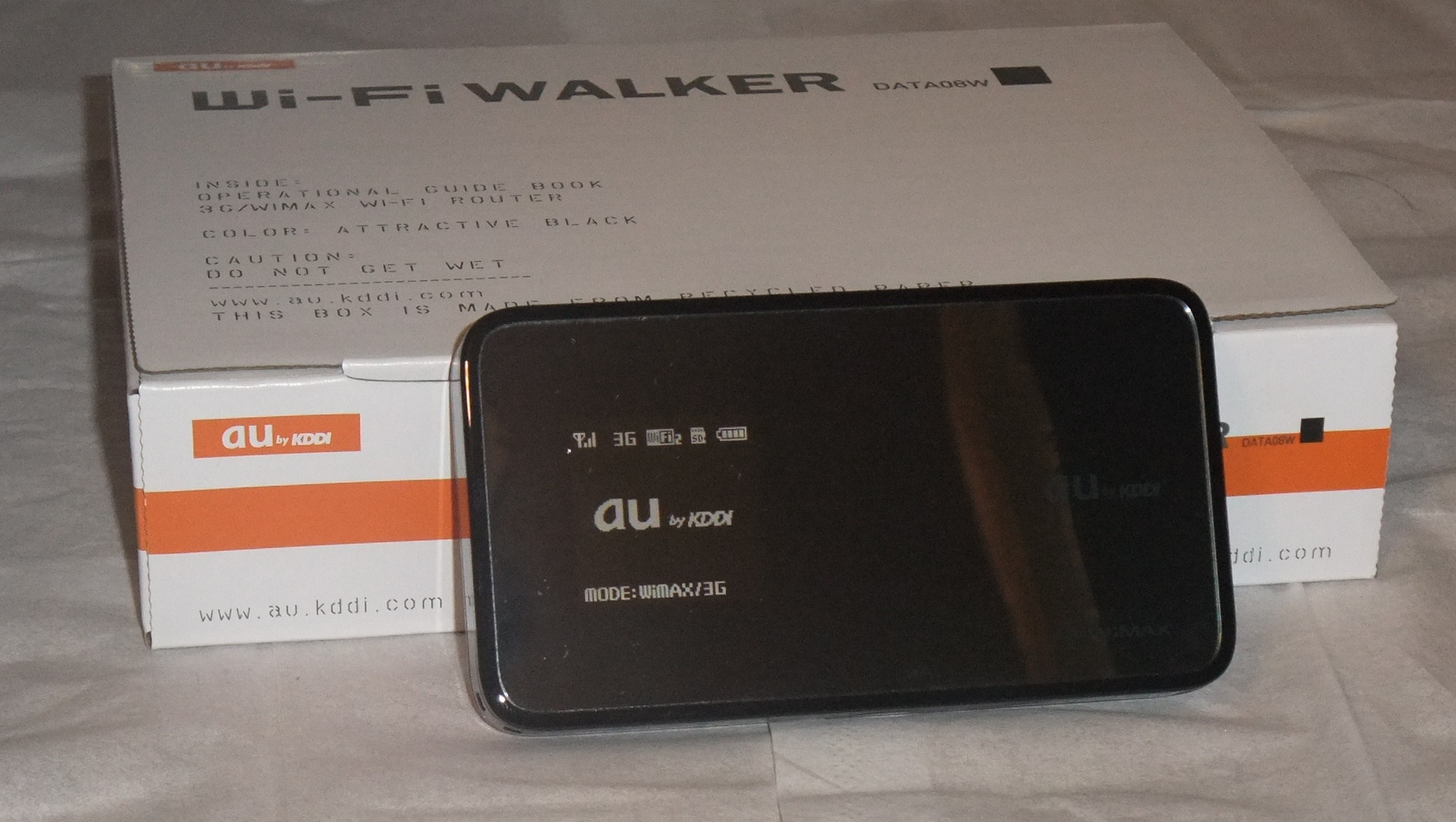
DATA08W

- Wi-Fi WALKER DATA06 (CDMA HWD06) - 大容量 (2200mAh) バッテリーを搭載、WIN HIGH SPEEDに対応したモバイルWi-Fiルーター。2011年6月7日発売。
- DATA07 (CDMA HWD07) - WIN HIGH SPEEDに対応した、USBサイドローテーター採用のUSBタイプのデータ通信端末。2011年6月1日発売。
- PHOTO-U2 SP03 (CDMA HWS03) - 携帯電話で撮影した画像や動画を映し出す7インチのデジタルフォトフレーム。2011年9月16日発売。
- Wi-Fi WALKER DATA08W (CDMA HWD08) - +WiMAX（モバイルWiMAX）に対応した下り最大40Mbps対応のモバイルWi-Fiルーター。WIN HIGH SPEEDは非対応。2011年12月1日発売。
- Wi-Fi WALKER LTE HWD11 - au 4G LTE対応の法人向けモバイルWi-Fiルーター。WIN HIGH SPEEDにも対応。2012年11月2日発売。
- USB STICK LTE HWD12 - au 4G LTE対応の法人向けUSBタイプのデータ通信端末。WIN HIGH SPEEDにも対応。2012年11月2日発売。
- Wi-Fi WALKER HWD13 - +WiMAX（モバイルWiMAX）に対応した下り最大40Mbps対応のモバイルWi-Fiルーター。WIN HIGH SPEEDは非対応。
- Wi-Fi WALKER HWD14 -
- Wi-Fi WALKER HWD15 -
- Qua Tab 02 HWT31 - MediaPad T2 Proがベース。2016年2月11日発売。
- nova 2 HWV31 - SIMフリー版とほぼ同じであるが、背面にauのロゴが追加されている。2018年1月26日発売。
- P20 lite Premium HWV32 - SIMフリー版とほぼ同じであるが、ストレージ容量が64GBになっている。また、背面にauのロゴが追加されている。2018年6月15日発売。
- P30 lite Premium HWV33 - ストレージがSIMフリー版の倍である128GBになっている以外はほぼSIMフリー版と同じである。2019年8月8日発売。

### UQコミュニケーションズ向け端末
- Wi-Fi WALKER DATA08W - +au (CDMA 1X WIN) に対応した、モバイルWi-Fiルーター。2012年2月16日発売。
- Wi-Fi WALKER HWD14 -

## 研究開発
2021年時点で、ファーウェイは国際特許出願が最も多い企業であり、約2兆8300億円と米国企業でない企業としては最も多い研究開発費を計上している。
また、米国の制裁により売上高が約3割減となった2021年にも研究開発費を増加させ、売上高に占める研究開発費の割合はアップルの3倍となる22.4%に膨らんだ。

## 給与
ファーウェイは非上場企業であり、大部分の株は自社の正社員に持たれている。2020年、CEOの任正非の株は0.90%だけであり、株を持っている社員は全体社員の6割超である。
最大で新卒年収4000万円も可能である「天才少年計画」が実施されており、採用者のほとんどは国家重点大学の博士である。

## 問題・不祥事
- 一眼レフカメラで撮影した写真を、自社製スマホのカメラで撮影したように偽装[201][202]
- スマートフォンの性能テストでベンチマーク時だけ性能が上がる不正行為が発覚[203][204]。
- アメリカからの制裁によるハイエンドな5G搭載のスマホ製造が不可に
- 華為251事件